# گوچاوکووو
گوچاوکووو (به لاتین: Goczałkowo) یک روستا در لهستان است که در گمینا نگخانووو واقع شده‌است.